# Kaštel Dežanovački
Kaštel Dežanovački – wieś w Chorwacji, w żupanii bielowarsko-bilogorskiej, w gminie Dežanovac. W 2011 roku liczyła 45 mieszkańców.